# Marcel Rohner (Bobfahrer)
Marcel Rohner (* 21. Juni 1964 in Baar) ist ein Schweizer Bobpilot.

## Biografie
Marcel Rohner wurde bei der Bob-Weltmeisterschaft 1996 im kanadischen Calgary Zweiter im Viererbob. Bei den Olympischen Winterspielen 1998 in Nagano gewann er mit Markus Nüssli, Markus Wasser und Beat Seitz die Silbermedaille im Viererbob. Ein Jahr später gewann er sowohl bei der Europameisterschaft in Winterberg als auch bei der Weltmeisterschaft in Cortina d’Ampezzo die Silbermedaille. Des Weiteren ist er 2-facher Gesamtweltcupsieger und 5-facher Schweizer Meister.
Rohner ist Vater von zwei Kindern.